# Исландия на «Евровидении-2014»
Исландия принимает участие в конкурсе песни «Евровидение 2014» в Копенгагене, Дания. Представитель был выбран путём национального отбора, состоящего из двух полуфиналов и финала конкурса «Söngvakeppnin 2014», организованным исландским национальным вещателем «RÚV».

## Söngvakeppnin 2014
Söngvakeppnin 2014 стал конкурсом национального исландского финала, который выбрал исполнителя для «Евровидении 2014». 3 сентября 2013 года, «RÚV» открыл срок подачи заявок для заинтересованных исполнителей представить свои записи до 14 октября 2013 года. После срока подачи, «RÚV» получила в общей сложности 297 записей таким, образом увеличив рекорд на 25% представленных записей в предыдущем году. «RÚV» работал вместе с композиторами выбранных записей, чтобы найти наиболее подходящих исполнителей для песен. Группа  «Pollapönk» выиграла денежный приз в размере 1 миллиона исландских крон и право представлять Исландию в Копенгагене.
Два полуфинала состоялись 1 и 8 февраля 2014 года в студиях исландского вещателя «RÚV», в то время как финал состоялся 15 февраля 2014 года в Háskólabíó. Пять песен приняли участие в каждом полуфинале, и результаты были определены при помощи телеголосования. В финале, первый тур голосования состоял из комбинации жюри и зрителей, которые определили два исполнителя которые пройдут во второй тур голосования и где только телезрители определят победителя. Рагнхильд Сигурдардоттир и Гудрун Дис Йонсдоттир вели все три шоу.

## Песни
Были выбраны десять исполнителей и песен для конкурса которые били выявленные в ходе телевизионной программы Kastljós 17 декабря 2013 года.
| Исполнитель                   | Песня                | Перевод               | Автор(ы) песни                                                      |
| ----------------------------- | -------------------- | --------------------- | ------------------------------------------------------------------- |
| Ásdís María Viðarsdóttir      | «Amor»               | Любовь                | Haukur Johnson                                                      |
| Guðbjörg Magnúsdóttir         | «Aðeins ætluð þér»   | Только для тебя       | María Björk Sverrisdóttir, Marcus Frenell                           |
| Sverrir Bergmann              | «Dönsum burtu blús»  | Танцевать вдали блюз  | Pálmi Ragnar Ásgeirsson, Ásgeir Orri Ásgeirsson, Sæþór Kristjánsson |
| Vignir Snær Vigfússon         | «Elsku þú»           | Дорогой ты            | Vignir Snær Vigfússon, Þórunn Erna Clausen                          |
| Greta Mjöll Samúelsdóttir     | «Eftir eitt lag»     | После одной песни     | Ásta Björg Björgvinsdóttir, Bergrún Íris Sævarsdóttir               |
| «Pollapönk»                   | «No Prejudice»       | Нет предрассудков     | Heiðar Örn Kristjánsson, Haraldur F. Gíslason                       |
| Sigríður Eyrún Friðriksdóttir | «Lífið kviknar á ný» | Жизнь зажигает снова  | Karl Olgeir Olgeirsson, Sigríður Eyrún Friðriksdóttir               |
| Guðrún Árný Karlsdóttir       | «Til þín»            | Тебе                  | Guðrún Eva Mínervudóttir                                            |
| Gissur Páll Gissurarson       | «Von»                | Надежда               | Jóhann Helgason                                                     |
| F.U.N.K.                      | «Þangað til ég dey»  | Вплоть до моей смерти | Franz Ploder Ottósson, Pétur Finnbogason, Lárus Örn Arnarsson       |

### Полуфиналы

#### Первый полуфинал
Первый полуфинал состоялся 1 февраля 2014 года, где пять конкурирующих кандидатов представили свои песни. Две песни попали в финал исключительно путём голосования телезрителей. Кандидаты и их песни которые прошли в финал являются: «Von» в исполнении Gissur Páll Gissurarson и «Eftir eitt lag» в исполнении Greta Mjöll Samúelsdóttir.
| Первый полуфинал — 1 февраля 2014 года | Первый полуфинал — 1 февраля 2014 года | Первый полуфинал — 1 февраля 2014 года | Первый полуфинал — 1 февраля 2014 года |
| №                                      | Исполнитель                            | Песня                                  | Результат                              |
| -------------------------------------- | -------------------------------------- | -------------------------------------- | -------------------------------------- |
| 1                                      | Sverrir Bergmann                       | «Dönsum burtu blús»                    | Выбыл                                  |
| 2                                      | Greta Mjöll Samúelsdóttir              | Eftir eitt lag                         | Финал                                  |
| 3                                      | Gissur Páll Gissurarson                | «Von»                                  | Финал                                  |
| 4                                      | Ásdís María Viðarsdóttir               | «Amor»                                 | Уайлд-кард                             |
| 5                                      | Vignir Snær Vigfússon                  | «Elsku þú»                             | Выбыл                                  |

#### Второй полуфинал
Второй полуфинал состоялся 8 февраля 2014 года, где пять конкурирующих кандидатов представили свои песни. Две песни попали в финал исключительно путём голосования телезрителей. Кандидаты и их песни которые прошли в финал являются: «Enga fordóma» в исполнении «Pollapönk» и «Þangað til ég dey» в исполнении группы F.U.N.K.
| Второй полуфинал — 8 февраля 2014 года | Второй полуфинал — 8 февраля 2014 года | Второй полуфинал — 8 февраля 2014 года | Второй полуфинал — 8 февраля 2014 года |
| №                                      | Исполнитель                            | Песня                                  | Результат                              |
| -------------------------------------- | -------------------------------------- | -------------------------------------- | -------------------------------------- |
| 1                                      | Sigríður Eyrún Friðriksdóttir          | «Lífið kviknar á ný»                   | Уайлд-кард                             |
| 2                                      | Guðrún Árný Karlsdóttir                | «Til þín»                              | Выбыл                                  |
| 3                                      | F.U.N.K.                               | «Þangað til ég dey»                    | Финал                                  |
| 4                                      | Guðbjörg Magnúsdóttir                  | «Aðeins ætluð þér»                     | Выбыл                                  |
| 5                                      | «Pollapönk»                            | «No Prejudice»                         | Финал                                  |

#### Финал
Финал состоялся 15 февраля 2014 года, где первые три песни из предыдущих двух полуфиналов, все вместе с шестью песнями были выбраны для дальнейшей конкуренции. В первом туре голосования, голосов от жюри (50%) и общественного телеголосование (50%) определит две песни. Во втором туре голосования, мнение телезрителей исключительно выберут победителя.
| Финал — 15 февраля 2014 года | Финал — 15 февраля 2014 года  | Финал — 15 февраля 2014 года | Финал — 15 февраля 2014 года |
| №                            | Исполнитель                   | Песня                        | Результат                    |
| ---------------------------- | ----------------------------- | ---------------------------- | ---------------------------- |
| 1                            | F.U.N.K.                      | «Þangað til ég dey»          | Выбыли                       |
| 2                            | Ásdís María Viðarsdóttir      | «Amor»                       | Выбыла                       |
| 3                            | Sigríður Eyrún Friðriksdóttir | «Lífið kviknar á ný»         | Суперфинал                   |
| 4                            | Gissur Páll Gissurarson       | «Von»                        | Выбыл                        |
| 5                            | Greta Mjöll Samúelsdóttir     | «Eftir eitt lag»             | Выбыла                       |
| 6                            | «Pollapönk»                   | «No Prejudice»               | Суперфинал                   |

| Суперфинал — 15 февраля 2014 года | Суперфинал — 15 февраля 2014 года | Суперфинал — 15 февраля 2014 года | Суперфинал — 15 февраля 2014 года |
| №                                 | Исполнитель                       | Песня                             | Место                             |
| --------------------------------- | --------------------------------- | --------------------------------- | --------------------------------- |
| 1                                 | Sigríður Eyrún Friðriksdóttir     | «Up and Away»                     | 2                                 |
| 2                                 | «Pollapönk»                       | «No Prejudice»                    | 1                                 |